# Élection libre de 1587
La troisième élection libre de la république des Deux Nations se déroule en 1587, après la mort du roi Étienne Báthory. Elle commence le 30 juin 1587, quand la Diète électorale est convoquée dans le village de Wola près de Varsovie et prend fin avec le couronnement de Sigismond III dans la cathédrale du Wawel à Cracovie, le 27 décembre de la même année.

## Histoire
Après la mort d'Étienne Báthory, Sigismond Vasa, fils du roi Jean III de Suède, est élu roi de Pologne et grand-duc de Lituanie le 19 août 1587 par la Diète de Pologne, avec le soutien du tout-puissant grand hetman Jan Zamoyski, des nobles fidèles à la famille Zborowski et d'Anne Jagellon, la veuve d'Étienne Báthory. Cette dernière prête 100 000 florins au chancelier pour lever des troupes et défendre son neveu. Sigismond promet de maintenir une flotte sur la mer Baltique, de sécuriser la frontière orientale contre les Tatars et de ne pas se rendre en Suède sans l'autorisation du Parlement polonais.
L'élection est cependant disputée par un autre candidat, l'archiduc Maximilien d'Autriche. Les partisans de ce dernier n'acceptent pas le résultat de l'élection et soutiennent que Maximilien est monarque de droit.
Puisqu'il doit succéder à son père à la tête du royaume de Suède, seize jours après son l'élection sur le trône de Pologne-Lituanie, Sigismond signe l'article de Kalmar qui règle les relations entre la république polono-lituanienne et le royaume de Suède. Les deux royaumes seront unis pour une période indéterminée, mais chacun conservera ses lois et ses coutumes. La Suède protestante conservera la liberté de religion. En l'absence de Sigismond, elle sera gouvernée par un Conseil formé de sept Suédois choisis par le roi. La Suède ne sera ainsi pas administrée par des Polonais.
Une semaine après la signature de cet article, le jeune prince se rend en Pologne pour prendre possession du trône. Son père lui demande expressément de rentrer en Suède lorsque la délégation polonaise, qui l'attend à Gdańsk exige que l'Estonie suédoise soit cédée à la Pologne. Il s'avère que les Polonais sont encore plus difficiles à contenter que prévu. Il est finalement décidé de ne régler ces questions territoriales qu'à la mort du roi de Jean III de Suède.
Sigismond est couronné en la cathédrale du Wawel à Cracovie, le 27 décembre 1587.
Maximilien se résout à régler son différend par la force et déclenche une guerre de succession. Il est battu à la bataille de Byczyna le 24 janvier 1588 par les partisans de Sigismond, emmenés par Jan Zamoyski. Il est fait prisonnier et ne doit sa libération qu'à l'intervention du pape Sixte V. Le 9 mars 1589, par le traité de Bytom et Będzin il renonce à ses droits sur la couronne de Pologne.